# Johann Friedrich Rochlitz

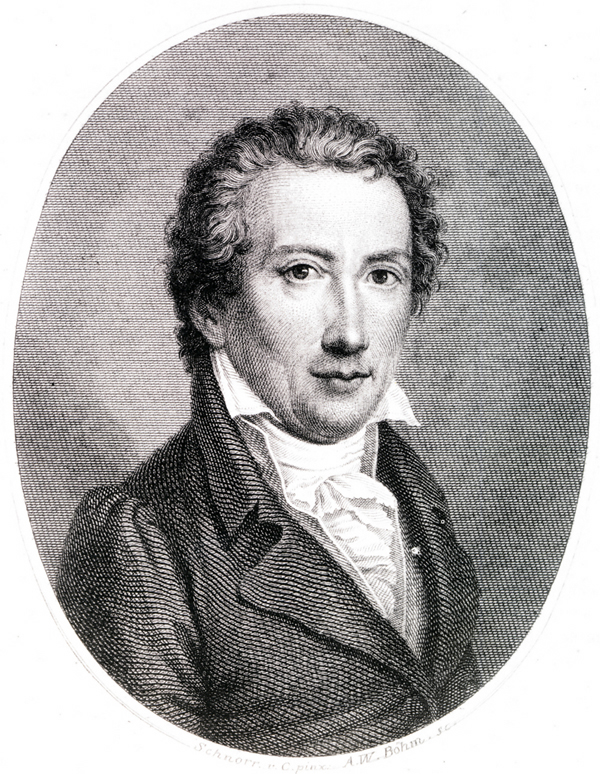
Johann Friedrich Rochlitz.

Johann Friedrich Rochlitz, född den 12 februari 1769 i Leipzig, död där den 16 december 1842, var en tysk musikskriftställare.
Rochlitz vann inflytande som redaktör (1798-1818) av "Allgemeine musikalische zeitung", vari han sedan medarbetade till 1835. Han var från 1805 medlem av Gewandhauskonserternas råd och utnämndes till weimarskt hovråd. Han verkade banbrytande för en rätt uppskattning av Beethovens konst. 
Mest har Rochlitz blivit känd genom sitt verk Für freunde der tonkunst (4 band, 1824-32; 3:e upplagan 1868). Han skrev även noveller, oratorie- och operatexter med mera samt komponerade manskörer och annat. Hans brevväxling med Goethe utgavs 1887.